# نينورتا كودري أصر

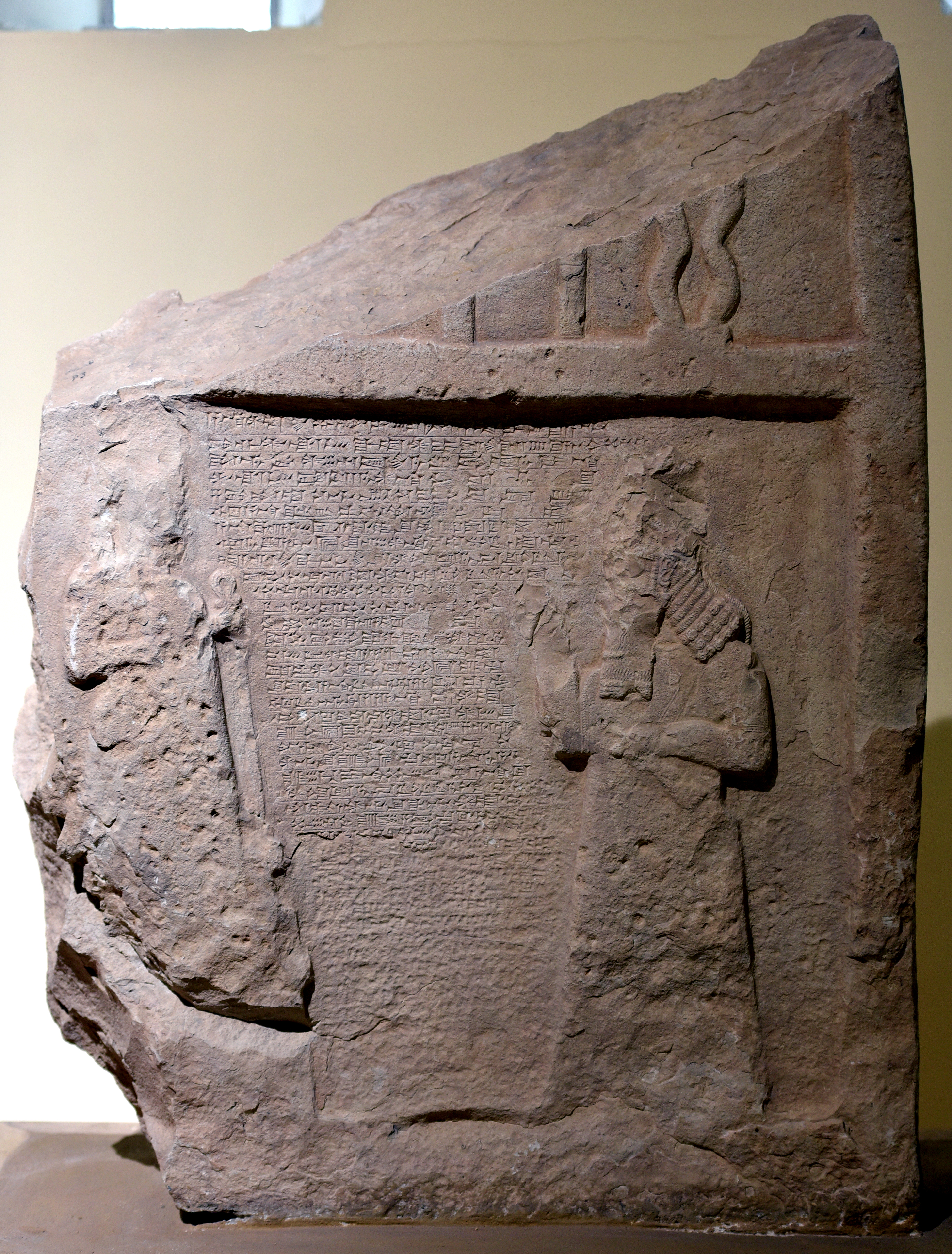
لوحة تذكارية لنينورتا-كودري-أوصر، من عانة، مخصصة للإلهة عناة.

نينورتا كودري أوصر بن شمش ريش أوصر: حاكم سوخو وماري (حاليًا: محافظة الأنبار) في الفترة فيما بين (745 ق م - 738 ق م) أو (738 ق م - 731 ق م) تقريبًا، وهو معاصر للملك الآشوري الشهير تغلث فلاسر الثالث. ويبدو أن حملات نينورتا الناجحة على الآراميين ساهمت بشكل إيجابي في تذليل الطريق للملك تغلث فلاسر الثالث الذي استطاع إسقاط الممالك الآرامية حوالي العام 732 ق م.
خلف "نينورتا" والده "شمش" الذي من المؤكد وفق الدراسات الحديثة أنه حكم خلال أربعينيات القرن الثامن قبل الميلاد. مع ذلك، هناك خلاف بين العلماء في عدد سنين حكمه، هناك من يرى أنه حكم أربعة سنين، وآخرين يذهبون إلى أنه حكم ثلاثة عشر سنة لخلاف في قراءة إحدى النقوش، ومن المؤكد أن "شمش" استقل عن آشور في عهد آشور نيراري الخامس، وعلى الأرجح بعد السنة الخامسة، حيث شهدت تلك الفترة انشقاقات كبرى عن آشور بسبب هوان حاكمها. على الأرجح أن "نينورتا" حكم بدءًا من 745 ق م أو 738 ق م تقريباً، ولمدة سبع سنوات على أقل تقدير.
خلال أربعينيات وثلاثينيات القرن الثامن قبل الميلاد وعلى مدى جيلين، اتخذ كلاٍ من "شمش-ريش-أوصر" وابنه "نينورتا-كودري-أوصر" لقب "حاكم سوخو وماري"، وأعلن الأول الاستقلال عن آشور، وكان كلاهما من بناة المدن وأسسا المدن والحاميات في الصحراء، وحاربا الآراميين. تم تصويرهما على شواهدهم وهم يرتدون زي وخوذة رأس الملوك الآشوريين، الأول مَثَلَ نفسه واقف أمام الآلهة أدد وعشتار كما في التقاليد الآشورية، بينما من المعروف أن الأخير قام بترميم المعبد.
يبدو أن "نينورتا كودري" اهتم بالعديد من مشاريع البناء والترميم. بالإضافة إلى ذلك، ووفقًا للعديد من نقوشه الخاصة، فقد قام بالعديد من الحملات العسكرية. ويبدو أن إنجازه الرئيسي في ساحة المعركة كان هزيمة حشد ضخم من رجال القبائل الآرامية الغزاة الذين - على الأقل وفقًا للوصف التفصيلي للغاية الذي قدمه نينورتا - لم يتمكن أي حاكم آخر في المنطقة من إيقافهم. ويفتخر أيضًا في نصوصه الرسمية بأنه استولى على قافلة من تيماء سبأ (في شبه الجزيرة العربية) في السنة السابعة من حكمه، وقمع ثورة قام بها سكان إحدى المدن (تدعى رايل) التابع لسوخو، الذين تمردوا بالفعل ضد والده وهزمهم، وبناء قصرين جديدين في تلك المدينة.
معارفنا عن هذا الحاكم ووالده تعود إلى التقيبات والحفريات الإنقاذية التي أجريت في الأعوام 1978م إلى 1983م في منطقة حديثة قبل إنشاء سد حديثة، تم الكشف عن عدد كبير من النقوش، الجزء الأكبر منها كانت من
نصيب نينورتا-كودري-أوصر، مع عدد أقل لوالده.

## إنجازاته

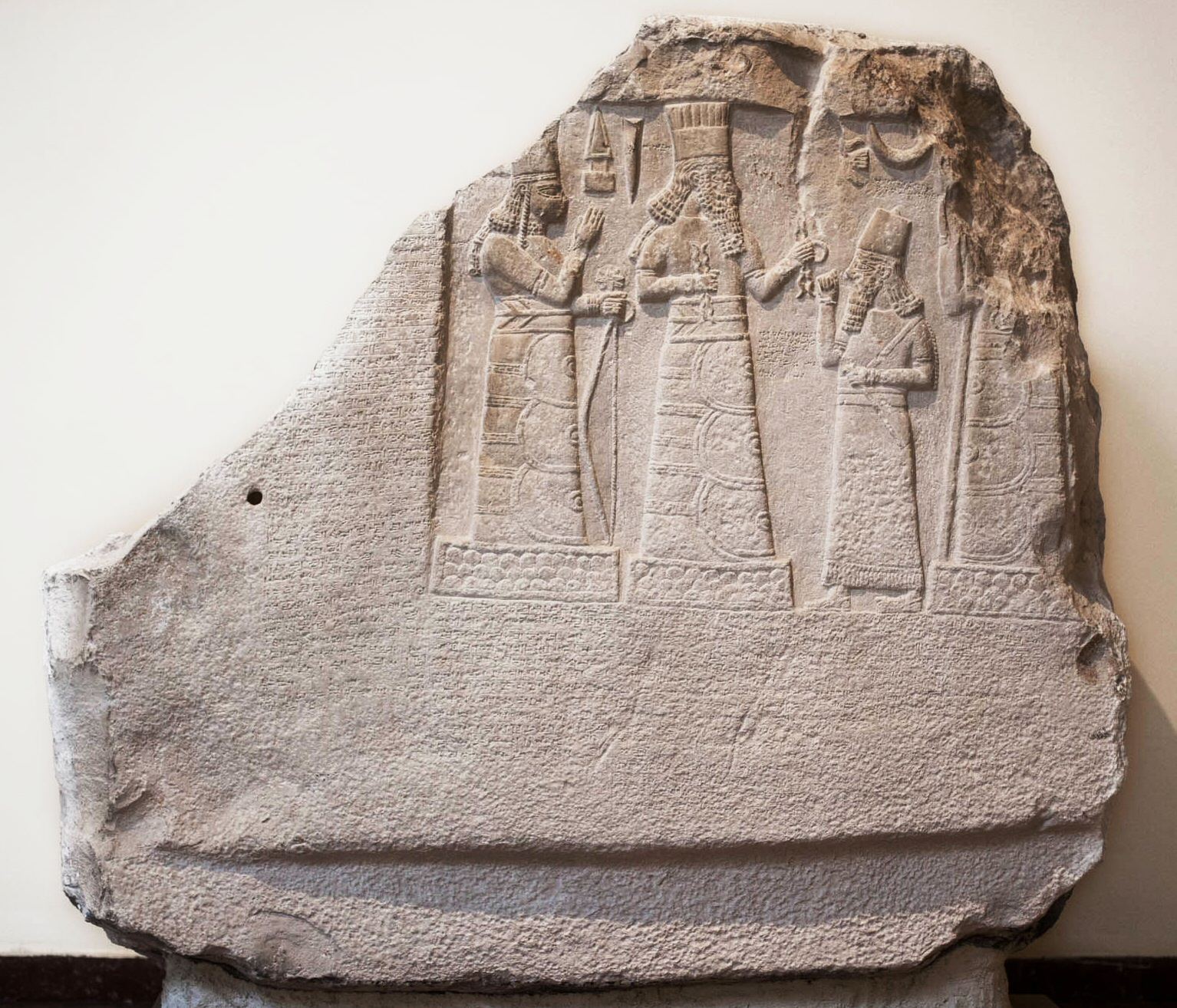
شمش-ريش-أصر حوالي 750 ق م - 745 ق م، يقف أمام الإلهات أدد وعشتار

- إعادة بناء معابد الإلهات (أدد، وإبلا - أدد، وعناة)، ومعبد أكيتو.
- بناء قصر في عانة عاصمة سوخو وماري.
- القضاء على تمردات رجاله.
- وضع حامية عسكرية في مدينة كار-ابيل-أدد.
- حملات ناجحة على الآراميين.
- جدد إحدى المدن التي أنشأها والده، وغرس فيها فيها النخيل على سنة والده.
- هاجم قوافل من تيماء وسبأ في الصحراء بالقرب من خندانو (حالياً: الكرابلة)، التي على ما يبدو كانت مركزاً تجارياً مهم، يفد إليه تجار تيماء حلفاء سبأ، ومنها على ما يبدو تفرق البضائع بواسطة تجار المدينة إلى آشور وممالك الآراميين وفلسطين. وكانت الحادثة خلال السنة السابعة من حكمه، ويفتخر نينورتا أنه أسر جميع رجال القافلة وهم أحياء، بمعنى أنهم استسلموا دون قتال، وصادر بضائعهم. وهو الحدث الأخير الذي وصل إلينا من فترة حكمه.[3]

## الخلاف في فترة حكمه
- قدرت الباحثة العراقية بهيجة خليل فترة حكم "شمش ريش أوصر" في الفترة فيما بين ( نحو 760 ق م - 747 ق م) أي ثلاثة عشر سنة وفقًا لقراءتها لنقش شمش، بينما قدرت حكم ابنه في الفترة فيما بين (747 ق م - 740 ق م). حاليًا، لم يعد مقبولاً هذا التقدير، لتضاربه مع نصوص حديثة اكتشفت.[4]
- قدر العالم ألان ميلارد والبرفيسور "ألكسندر جوهانس إدموندز" فترة حكم "شمش ريش أوصر" فيما بين (نحو 749 ق م - 745 ق م) أي أربع سنوات، بينما "نينورتا كودري أوصر" في الفترة فيما بين (745 ق م - 738 ق م) وفترة حكمه مؤكدة بسبع سنين.[2]

على الرغم من أن العلماء حاليًا يكاد يجمعون أن "شمش ريش أوصر" حكم بعد سنة 750 ق م. إلا أن السنوات الدقيقة لفترة حكم "شمش" وأبنه غير مؤكدة حتى الآن. هناك احتمال أن "شمش ريش أوصر" حكم فيما بين 750 ق م و738 ق م، وابنه "نينورتا كودري أوصر" فيما بين 738 ق م و731 ق م. وتبقى كل تلك التقديرات غير مؤكدة حتى تظهر نصوص أخرى.